# بیل دمونگ
بیل دمونگ (انگلیسی: Bill Demong؛ زادهٔ ۲۹ مارس ۱۹۸۰) اسکی‌باز نوردیک ترکیبی اهل ایالات متحده آمریکا است.
وی در مسابقات کشوری و بین‌المللی در مجموع برندهٔ ۲ مدال طلا، ۲ مدال نقره، ۲ مدال برنز شده‌است.